# Crown Jewel 2022
Crown Jewel 2022 è stata la quarta edizione dell'omonimo pay-per-view di wrestling organizzato dalla WWE. L'evento si è svolto il 5 novembre 2022 al Mrsool Park di Riad, in Arabia Saudita.
L'evento nasce nell'ambito della collaborazione tra la WWE e il ministero dello sport saudita a sostegno di Saudi Vision 2023, un programma di riforme economiche e sociali. La partnership, stipulata nel 2018, prevede un evento all'anno per dieci anni.

## Storyline
Dopo averlo intervistato durante il suo podcast Impaulsive, Logan Paul insultò Roman Reigns dopo che quest'ultimo lasciò il set. Ciò portò ad un diverbio tra i due sui social, con Paul che si presentò sul ring nella puntata di SmackDown del 16 settembre per confrontarsi con Reigns e la Bloodline. La sera dopo, il CEO Triple H annunciò che Reigns avrebbe difeso l'Undisputed WWE Universal Championship contro Paul a Crown Jewel.
Nella puntata di Raw del 10 ottobre, Brock Lesnar tornò a sorpresa e attaccò Bobby Lashley con una F-5, facendogli così perdere lo United States Championship in favore di Seth Rollins. La settimana successiva, Lashley e Lesnar si attaccarono brutalmente a vicenda, col primo che schiantò il secondo attraverso un tavolo dei commentatori, portando dunque all'annuncio di un match tra i due per Crown Jewel.
Nella puntata di Raw del 10 ottobre, il Judgment Day chiese ad AJ Styles di unirsi alla stable, ma questi rifiutò ed introdusse i rientranti Luke Gallows e Karl Anderson, coi quali riformò l'O.C. per poi attaccarli. La settimana dopo, il Judgment Day sfidò l'O.C. ad un six-man tag team match per Crown Jewel.
Nella puntata di SmackDown del 14 ottobre, MVP e Omos apparvero al termine di un match vinto da Braun Strowman, attaccandolo verbalmente. La settimana successiva, Strowman sfidò Omos ad un match per Crown Jewel, con MVP che accettò per conto del suo assistito.
A Extreme Rules, Karrion Kross sconfisse Drew McIntyre in uno strap match grazie all'aiuto di sua moglie Scarlett, che accecò McIntyre con uno spray al peperoncino. Durante la puntata di SmackDown del 14 ottobre, McIntyre attaccò brutalmente Kross dopo che quest'ultimo fu coinvolto in un incidente stradale all'esterno dell'arena (kayfabe). La settimana dopo, McIntyre annunciò che avrebbe affrontato Kross in uno steel cage match a Crown Jewel.
A Extreme Rules, Bianca Belair difese con successo il Raw Women's Championship contro Bayley in un ladder match. Due settimane dopo, durante la puntata di Raw del 24 ottobre, Bayley sconfisse tuttavia Belair in un incontro che non prevedeva la cintura in palio grazie all'aiuto di Nikki Cross, ottenendo così un last woman standing match per il titolo femminile a Crown Jewel.
Nella puntata di SmackDown del 28 ottobre, Butch e Ridge Holland sconfissero Sami Zayn e Solo Sikoa, diventando i primi sfidanti all'Undisputed WWE Tag Team Championship degli Usos per Crown Jewel.
Nella puntata di Raw del 31 ottobre, Asuka e Alexa Bliss batterono Dakota Kai e Iyo Sky per conquistare il WWE Women's Tag Team Championship. Un rematch fra i due team con in palio i titoli di coppia fu dunque sancito per Crown Jewel.

## Risultati
| # | Match                                                                         | Stipulazioni                                                  | Durata |
| - | ----------------------------------------------------------------------------- | ------------------------------------------------------------- | ------ |
| 1 | Brock Lesnar ha sconfitto Bobby Lashley                                       | Single match                                                  | 6:00   |
| 2 | Le Damage CTRL (Dakota Kai e Iyo Sky) hanno sconfitto Alexa Bliss e Asuka (c) | Tag team match per il WWE Women's Tag Team Championship       | 12:50  |
| 3 | Drew McIntyre ha sconfitto Karrion Kross (con Scarlett)                       | Steel cage match                                              | 13:00  |
| 4 | Il Judgment Day (con Rhea Ripley) ha sconfitto l'O.C.                         | Six-man tag team match                                        | 14:00  |
| 5 | Braun Strowman ha sconfitto Omos                                              | Single match                                                  | 7:20   |
| 6 | Gli Usos (c) hanno sconfitto i Brawling Brutes (Butch e Ridge Holland)        | Tag team match per l'Undisputed WWE Tag Team Championship     | 10:45  |
| 7 | Bianca Belair (c) ha sconfitto Bayley                                         | Last woman standing match per il WWE Raw Women's Championship | 20:20  |
| 8 | Roman Reigns (c) (con Paul Heyman) ha sconfitto Logan Paul                    | Single match per l'Undisputed WWE Universal Championship      | 24:50  |